# Jean-Baptiste Simon Pouliot
Pour les articles homonymes, voir Pouliot.
Jean-Baptiste Simon Pouliot est un homme politique français né le 29 octobre 1778 à Saint-Junien (Haute-Vienne) et décédé le 13 mai 1832 à Paris.
Médecin, juge de paix, conseiller général, il est député de la Haute-Vienne de 1831 à 1832, siégeant dans la majorité soutenant les ministères de la Monarchie de Juillet.

## Sources
- « Jean-Baptiste Simon Pouliot », dans Adolphe Robert et Gaston Cougny, Dictionnaire des parlementaires français, Edgar Bourloton, 1889-1891 [détail de l’édition]